# Suore missionarie guadalupane
Le Suore Missionarie Guadalupane (in spagnolo Misioneras Guadalupanas; sigla M.G.) sono un istituto religioso femminile di diritto pontificio.

## Storia
La congregazione fu fondata il 16 dicembre 1916 a Guadalajara dal canonico Manuel Escanes Torres con l'aiuto di Mercedes Jiménez Urzúa.
L'arcivescovo di Guadalajara concesse alla comunità l'approvazione come congregazione religiosa di diritto diocesano il 27 aprile 1963.

## Attività e diffusione
Le suore si dedicano all'educazione della gioventù.
Oltre che in Messico, sono presenti in Perù; la sede generalizia è a Guadalajara.
Alla fine del 2015 l'istituto contava 129 religiose in 26 case.